# The Last Inquisitors
The Last Inquisitors is de Vlaamse debuutlangspeelfilm van Guy Bleyaert uit 2013. In deze actiefilm wordt het geloof aan de kaak gesteld.

## Plot
Ex-militair John Glance raakte gewond tijdens een missie en werd daarna priester. Twintig jaar later krijgt hij bezoek van bisschop die hem uitgenodigt om zich aan te sluiten bij een extremistische Katholieke sekte. John weigert het aanbod en wordt kort daarop gevangengezet en opgesloten in een kerker, samen met prostituee Maria. Wanneer beiden weten te ontsnappen, slaan zij op de vlucht in het holst van de nacht, opgejaagd door de sekteleden.

## Rolverdeling
| Acteur              | Personage         |
| ------------------- | ----------------- |
| Guy Bleyaert        | Father John       |
| Nathalie Stuer      | Maria             |
| Gunther Vanhuyse    | Bisschop          |
| Keli Stilian        | Brother Stilian   |
| Wino Hoogerwijs     | Brother Vincent   |
| Rudi Baert          | Brother Francis   |
| Thomas Van Ooteghem | Brother Thomaso   |
| Jean Louis Jansoone | Brother Joseph    |
| Jean D'anvers       | Kardinal De Guile |
| Ugur Kirdas         | Brother Conzales  |
| Kim Baert           | Sister Kyla       |
| Magnolia Pinto      | Sister Isabella   |
| Melissa van Hulste  | Sister Benedicta  |
| Martin van Maris    | Chief McFour      |
| Katty Galloo        | Secretaresse      |
| Carol Buyse         | FBI-agent         |